# Burovo
Burovo (izvirno srbsko Бурово) je naselje v Srbiji, ki upravno spada pod Mestno občino Lazarevac; slednja pa je del Mesta Beograd.

## Demografija
V naselju, katerega izvirno (srbsko-cirilično) ime je Бурово, živi 360 polnoletnih prebivalcev, pri čemer je njihova povprečna starost 38,3 let (37,4 pri moških in 39,3 pri ženskah). Naselje ima 142 gospodinjstev, pri čemer je povprečno število članov na gospodinjstvo 3,30.
To naselje je, glede na rezultate popisa iz leta 2002, večinoma srbsko, a v času zadnjih 3 popisov je opazen porast števila prebivalcev.
|  |

| Demografija | Demografija     | Demografija     |
| Leto        | Št. prebivalcev | Št. prebivalcev |
| ----------- | --------------- | --------------- |
|             |                 |                 |
|             |                 |                 |
|             |                 |                 |
|             |                 |                 |
| 1948        | 303             |                 |
| 1953        | 317             |                 |
| 1961        | 321             |                 |
| 1971        | 328             |                 |
| 1981        | 339             |                 |
| 1991        | 409             | 392             |
| 2002        | 492             | 468             |
|             |                 |                 |

| Etnična sestava po popisu iz leta 2002 | Etnična sestava po popisu iz leta 2002 | Etnična sestava po popisu iz leta 2002 | Etnična sestava po popisu iz leta 2002 | Etnična sestava po popisu iz leta 2002 |
| -------------------------------------- | -------------------------------------- | -------------------------------------- | -------------------------------------- | -------------------------------------- |
| Srbi                                   | Srbi                                   |                                        | 467                                    | 99,78%                                 |
| Neznano                                | Neznano                                |                                        | 1                                      | 0,21%                                  |